# Staldhorn
Das Staldhorn ist ein 2463 m ü. M. hoher Berg in der Schweiz im Kanton Wallis. Der Berg ist ein nördlicher Ausläufer des Fletschhorns und Tochuhorns und bildet die westliche Flanke des Simplonpasses.
Das Staldhorn kann vom Simplonpass über den westlichen Grat des Berges in einer ca. zweistündigen, leichten Wanderung erreicht werden. Im Winter ist der Berg ein beliebtes Ziel für Schneeschuhwanderer. Die Tour gehört in der SAC-Schneeschuhtourenskala zum Schwierigkeitsgrad Anspruchsvolle Schneeschuhwanderung (WT3).

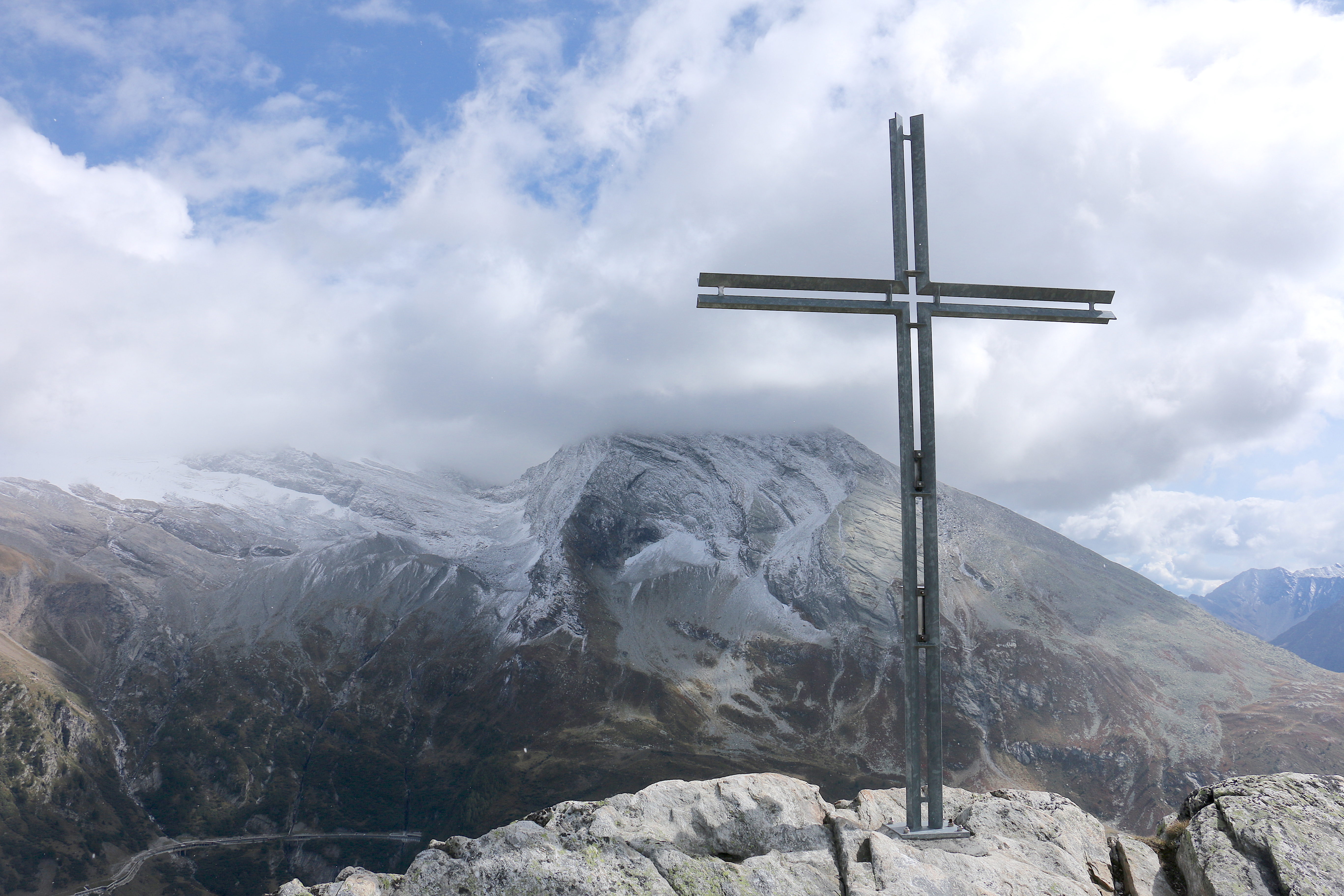
Staldhorn mit Blick auf das Hübschhorn